# Ternata
Ternata  (in arabo ترناتة‎?) è un centro abitato e comune rurale del Marocco situato nella provincia di Zagora, regione di Drâa-Tafilalet. Conta una popolazione di 16 512 abitanti (censimento 2014).